# Tunnel of Love Express Tour
Il Tunnel of Love Express Tour è stata una tournée intrapresa da Bruce Springsteen nel 1988 in concomitanza con la pubblicazione dell'album Tunnel of Love.

## Concerti
| Data             | Città                | Nazione          | Impianto                  |
| America del Nord | America del Nord     | America del Nord | America del Nord          |
| ---------------- | -------------------- | ---------------- | ------------------------- |
| 25 febbraio 1988 | Worcester            | Stati Uniti      | The Centrum               |
| 28 febbraio 1988 | Worcester            | Stati Uniti      | The Centrum               |
| 29 febbraio 1988 | Worcester            | Stati Uniti      | The Centrum               |
| 3 marzo 1988     | Chapel Hill          | Stati Uniti      | Dean Smith Center         |
| 4 marzo 1988     | Chapel Hill          | Stati Uniti      | Dean Smith Center         |
| 8 marzo 1988     | Filadelfia           | Stati Uniti      | The Spectrum              |
| 9 marzo 1988     | Filadelfia           | Stati Uniti      | The Spectrum              |
| 13 marzo 1988    | Richfield            | Stati Uniti      | Richfield Coliseum        |
| 14 marzo 1988    | Richfield            | Stati Uniti      | Richfield Coliseum        |
| 16 marzo 1988    | Rosemont             | Stati Uniti      | Rosemont Horizon          |
| 17 marzo 1988    | Rosemont             | Stati Uniti      | Rosemont Horizon          |
| 20 marzo 1988    | Pittsburgh           | Stati Uniti      | Civic Arena               |
| 22 marzo 1988    | Atlanta              | Stati Uniti      | The Omni                  |
| 23 marzo 1988    | Atlanta              | Stati Uniti      | The Omni                  |
| 26 marzo 1988    | Lexington            | Stati Uniti      | Rupp Arena                |
| 28 marzo 1988    | Detroit              | Stati Uniti      | Joe Louis Arena           |
| 29 marzo 1988    | Detroit              | Stati Uniti      | Joe Louis Arena           |
| 1 aprile 1988    | Uniondale            | Stati Uniti      | Nassau Coliseum           |
| 2 aprile 1988    | Uniondale            | Stati Uniti      | Nassau Coliseum           |
| 4 aprile 1988    | Landover             | Stati Uniti      | Capital Centre            |
| 5 aprile 1988    | Landover             | Stati Uniti      | Capital Centre            |
| 12 aprile 1988   | Houston              | Stati Uniti      | The Summit                |
| 13 aprile 1988   | Houston              | Stati Uniti      | The Summit                |
| 15 aprile 1988   | Austin               | Stati Uniti      | Frank Erwin Center        |
| 17 aprile 1988   | St. Louis            | Stati Uniti      | St. Louis Arena           |
| 20 aprile 1988   | Denver               | Stati Uniti      | McNichols Sports Arena    |
| 22 aprile 1988   | Los Angeles          | Stati Uniti      | Los Angeles Sports Arena  |
| 23 aprile 1988   | Los Angeles          | Stati Uniti      | Los Angeles Sports Arena  |
| 25 aprile 1988   | Los Angeles          | Stati Uniti      | Los Angeles Sports Arena  |
| 27 aprile 1988   | Los Angeles          | Stati Uniti      | Los Angeles Sports Arena  |
| 28 aprile 1988   | Los Angeles          | Stati Uniti      | Los Angeles Sports Arena  |
| 2 maggio 1988    | Mountain View        | Stati Uniti      | Shoreline Amphitheatre    |
| 3 maggio 1988    | Mountain View        | Stati Uniti      | Shoreline Amphitheatre    |
| 5 maggio 1988    | Tacoma               | Stati Uniti      | Tacoma Dome               |
| 6 maggio 1988    | Tacoma               | Stati Uniti      | Tacoma Dome               |
| 9 maggio 1988    | Bloomington          | Stati Uniti      | Met Center                |
| 10 maggio 1988   | Bloomington          | Stati Uniti      | Met Center                |
| 13 maggio 1988   | Indianapolis         | Stati Uniti      | Market Square Arena       |
| 16 maggio 1988   | New York             | Stati Uniti      | Madison Square Garden     |
| 18 maggio 1988   | New York             | Stati Uniti      | Madison Square Garden     |
| 19 maggio 1988   | New York             | Stati Uniti      | Madison Square Garden     |
| 22 maggio 1988   | New York             | Stati Uniti      | Madison Square Garden     |
| 23 maggio 1988   | New York             | Stati Uniti      | Madison Square Garden     |
| Europa           |                      |                  |                           |
| 11 giugno 1988   | Torino               | Italia           | Stadio Comunale di Torino |
| 15 giugno 1988   | Roma                 | Italia           | Stadio Flaminio           |
| 16 giugno 1988   | Roma                 | Italia           | Stadio Flaminio           |
| 19 giugno 1988   | Parigi               | Francia          | Hippodrome de Vincennes   |
| 21 giugno 1988   | Birmingham           | Regno Unito      | Villa Park                |
| 22 giugno 1988   | Birmingham           | Regno Unito      | Villa Park                |
| 25 giugno 1988   | Londra               | Regno Unito      | Wembley Stadium           |
| 28 giugno 1988   | Rotterdam            | Paesi Bassi      | Stadion Feijenoord        |
| 29 giugno 1988   | Rotterdam            | Paesi Bassi      | Stadion Feijenoord        |
| 2 luglio 1988    | Stoccolma            | Svezia           | Stadio Olimpico           |
| 3 luglio 1988    | Stoccolma            | Svezia           | Stadio Olimpico           |
| 7 luglio 1988    | Dublino              | Irlanda          | RDS Arena                 |
| 9 luglio 1988    | Sheffield            | Regno Unito      | Bramall Lane              |
| 10 luglio 1988   | Sheffield            | Regno Unito      | Bramall Lane              |
| 12 luglio 1988   | Francoforte sul Meno | Germania Ovest   | Waldstadion               |
| 14 luglio 1988   | Basilea              | Svizzera         | St. Jakob Stadium         |
| 17 luglio 1988   | Monaco di Baviera    | Germania Ovest   | Olympia Reitstadion Riem  |
| 19 luglio 1988   | Berlino Est          | Germania Est     | Radrennbahn Weissensee    |
| 22 luglio 1988   | Berlino Ovest        | Germania Ovest   | Waldbühne                 |
| 25 luglio 1988   | Copenaghen           | Danimarca        | Idraetsparken             |
| 27 luglio 1988   | Oslo                 | Norvegia         | Valle Hovin               |
| 30 luglio 1988   | Brema                | Germania Ovest   | Weserstadion              |
| 2 agosto 1988    | Madrid               | Spagna           | Stadio Vicente Calderón   |
| 3 agosto 1988    | Barcellona           | Spagna           | Camp Nou                  |

## Formazione
- Bruce Springsteen – voce, chitarra e armonica a bocca
- E Street Band
  - Roy Bittan – pianoforte e tastiere
  - Clarence Clemons – sassofono, strumenti a percussione e cori
  - Danny Federici – organo elettronico
  - Nils Lofgren – chitarra e cori
  - Patti Scialfa – chitarra acustica, strumenti a percussione e cori
  - Garry Tallent – basso elettrico
  - Max Weinberg – batteria
- The Horns of Love
  - Mario Cruz – sassofono
  - Eddie Manion – sassofono
  - Mark Pender – tromba
  - Richie Rosenberg – trombone
  - Mike Spengler – tromba

## Scaletta
La scaletta tipica dei concerti aveva come nucleo centrale le canzoni del nuovo album Tunnel of Love. Nel progredire della tournée, soprattutto in Europa, Sprinsteen ritornò ad eseguire canzoni del suo repertorio inizialmente non prese in considerazione, avvicinando la scaletta a quella tipica dei precedenti tour. Eseguì, come di consueto, alcune canzoni scartate dai vecchi album e molte cover di artisti amati in gioventù spesso inserite come frammenti o all'interno di medley con altri brani. Secondo i dati forniti dal sito web specializzato setlist.fm, il seguente è l'elenco delle canzoni eseguite con maggiore frequenza durante la tournée.:
1. Tunnel of Love
2. Boom Boom
3. Be True
4. Adam Raised a Cain
5. Two Faces
6. All That Heaven Will Allow
7. Seeds
8. Roulette
9. Cover Me
10. Brilliant Disguise
11. Spare Parts
12. War
13. Born in the U.S.A.
14. Tougher Than the Rest
15. Ain't Got You
16. She's the One
17. You Can Look (But You Better Not Touch)
18. I'm a Coward
19. I'm on Fire
20. One Step Up
21. Part Man, Part Monkey
22. Dancing in the Dark
23. Light of Day
24. Born to Run
25. Hungry Heart
26. Glory Days
27. Rosalita (Come Out Tonight)
28. Tenth Avenue Freeze-Out
29. Sweet Soul Music
30. Raise Your Hand
31. Twist and Shout

### Canzoni originali
The Wild, the Innocent & the E Street Shuffle
- Rosalita (Come Out Tonight)

Born to Run
- She's the One
- Born to Run
- Tenth Avenue Freeze-Out
- Backstreets
- Thunder Road

Darkness on the Edge of Town
- Adam Raised a Cain
- Darkness on the Edge of Town
- Badlands
- The Promised Land

The River
- You Can Look (But You Better Not Touch)
- Hungry Heart
- The River
- Cadillac Ranch
- Out in the Street

Born in the U.S.A.
- Cover Me
- Born in the U.S.A.
- I'm on Fire
- Dancing in the Dark
- Glory Days
- Bobby Jean
- Downbound Train
- Working on the Highway

Tunnel of Love
- Tunnel of Love
- Two Faces
- All That Heaven Will Allow
- Brilliant Disguise
- Spare Parts
- Tougher Than the Rest
- One Step Up
- Walk Like a Man
- Ain't Got You
- Cautious Man

Altre
- Be True
- Seeds
- Roulette
- Part Man, Part Monkey
- Light of Day
- Because the Night
- Paradise by the "C"
- Don't You Touch That Thing (introduzione a You Can Look (But You Better Not Touch))

### Cover
- War (Edwin Starr)
- Boom Boom (John Lee Hooker)
- I'm a Covard (Gino As a Coward, Gino Washington)
- Can't Help Falling in Love (Elvis Presley)
- Detroyt Medley (Mitch Ryder), include anche
  - Shake (Sam Cooke)
  - I Hear a Train
- Love Me Tender (Elvis Presley)
- Raise Your Hand (Eddie Floyd)
- Who Do You Love? (Bo Diddley, medley con She's the One)
- Have Love, Will Travel (Richard Berry, The Sonics)
- Sweet Soul Music (Arthur Conley, Sam Cooke, Otis Redding, in alcuni concerti parte di Detroit Medley)
- Across the Borderline (Ry Cooder)
- Twist and Shout (The Isley Brothers)
- Little Latin Lupe Lu (The Righteous Brothers)
- Criyng (Roy Orbison)
- Theme from New York, New York (Liza Minnelli)
- Vigilante Man (Woody Guthrie)
- Lonely Teardrops (Jackie Wilson)
- Chimes of Freedom (Bob Dylan)
- Follow That Dream (Elvis Presley)
- Love Is Strange (Bo Diddley, introduzione a Part Man, Part Monkey)
- Quarter to Three (Gary U.S. Bonds)
- My Old Kentucky Home (introduzione a Detroit Medley, solo nel concerto a Lexington, in Kentucky)
- Gimme Shelter (The Rolling Stones, frammento in Cover Me)
- I'm a Man (Bo Diddley, frammento in Adam Raised a Cain)
- Hoochie Coochie Man (Muddy Waters, frammento in Adam Raised a Cain)
- Lookin' for a Love (The Valentinos, frammento in Dancing in the Dark)
- Born to Be Wild (Steppenwolf, frammento in Light of Day)
- Ramblin' Gamblin' Man (Bob Seger, frammento in Light of Day)
- Land Of 1,000 Dances (Wilson Pickett, frammento in Light of Day)
- The Tears of a Clown (Smokey Robinson & The Miracles, frammento in Tunnel of Love)
- La Bamba (Ritchie Valens, medley con Twist and Shout)
- Do You Love Me (The Contours, medley con Twist and Shout)
- I Don't Want To Go Home (Little Steven, frammento in Twist and Shout)
- Having a Party (Sam Cooke, frammento in Twist and Shout)